# Ашшур-шадуні
Ашшур-шадуні — правитель стародавнього міста Ашшур близько 1472 року до н. е. За місяць після сходження на престол був повалений та вбитий.